# Quincy / Kono Yo no Shirushi
Quincy / Kono Yo no Shirushi è un singolo della cantante sudcoreana BoA, pubblicato nel 2004.

## Tracce
1. Quincy
2. Kono Yo no Shirushi (コノヨノシルシ)
3. Quincy (Instrumental)
4. Kono Yo no Shirushi (コノヨノシルシ) (Instrumental)